# Papua-Wasserdrache
Die Papua-Wasserdrache (Tropicagama temporalis, Synonym: Grammathophora temporalis) ist eine Art der Agamen. Sie kommt im südlichen Neuguinea, an der Küste des nördlichen Australiens vom Northern Territory bis zur westlichen Kap-York-Halbinsel und auf verschiedenen Inseln des dazwischen liegenden Golfs von Carpentaria vor.

## Merkmale
Die Papua-Wasserdrache ist eine schlanke, mittelgroße Echse mit einem schmalen Kopf, abgerundeter Schnauze, langen Beinen und einem langen Schwanz. Oberhalb der Augen verläuft ein markanter, von vergrößerten Schuppen gebildeter Grat. Die Trommelfelle liegen frei und sind sichtbar. Der Hals ist als Verengung zwischen Rumpf und Kopf deutlich ausgebildet. Der Kopf ist größtenteils dunkel graubraun gefärbt. Auf jeder Kopfseite verläuft ein heller Streifen von der Spitze des Mauls parallel zum Kiefer bis zu den Seiten des Rumpfes. Auch die Ober- und  Unterlippenschuppen sind hell. Männchen sind auf der Kopfoberseite einheitlich dunkelgrau bis schwarz gefärbt, Weibchen und Jungtiere zeigen dagegen eine braune und schwarze Musterung auf der braunen Kopfoberseite. Die Kopfschuppen sind heterogen und stark gekielt. Im Nacken befindet sich ein von zehn vergrößerten Schuppen gebildeter Kamm. Er setzt sich als Reihe vergrößerter Schuppen bis zum Schwanzansatz fort. Die Schuppen auf dem Rücken und der Oberseite des Schwanzes sind meist homogen und schwach bis mäßig gekielt, auf den Oberschenkeln und der auf der Unterseite des Kopfes sind sie stark gekielt.

## Lebensraum
Der Papua-Wasserdrache kommt in trockenen tropischen Wäldern, an mit Myrtenheiden gesäumten Wasserläufen und an der Küste in Schraubenbaumbeständen vor. Er lebt sowohl auf dem Erdboden als auch kletternd auf Felsen, Sträuchern und Bäumen.

## Systematik
Der Papua-Wasserdrache wurde 1867 durch den deutschen Zoologen Albert Günther erstmals wissenschaftlich beschrieben und dabei in die Gattung der Wasseragamen (Physignathus) gestellt. Diese Gattung war jedoch nicht monophyletisch und 2018 wurde für die Echse die Gattung Tropicagama eingeführt, die monotypisch ist. Die nächsten Verwandten des Papua-Wasserdrachen sind die Bartagamen (Pogona) und die  Gattungen Amphibolurus, Diporiphora, Rankinia und Tympanocryptis. Wie fast alle Agamen Australiens und Neuguineas gehören die sechs Gattungen zur Unterfamilie Amphibolurinae.